# Вулиця Тарасівська (Львів)
Вулиця Тарасівська — вулиця у Личаківському районі міста Львів, місцевість Великі Кривчиці. Пролягає від вулиці Богданівської на схід, до межі міста.
Прилучаються вулиці Бескидська, Подолинського, Самокиша та Горліса-Горського.

## Історія та забудова
Вулиця виникла у складі селища Кривчиці під назвою вулиця Шевченка. У 1962 році, коли селище увійшло до складу Львова, вулиця отримала сучасну назву — Тарасівська.
Вулиця забудована одноповерховими будинками 1930-х—1960-х років та сучасними приватними садибами 1990-х—2000-х років. Збереглися кілька дерев'яних будинків — № 1, 14, 38, 45.